# ميراكسيس جيغاس
ميراكسيس جيغاس هو ديناصور من رتبة وحشيات الأرجل عاش في العصر الطباشيري المتأخر. تم تسمية النوب بميراكسيس تيمناً بأحد أسماء التنانين المذكورة في رواية أغنية الجليد والنار للكاتب جورج ر. ر. مارتن.